# Névache
Névache (Occitan: Nevascha [neˈvastʃɔ, neˈvaːtsɔ]) là một xã của tỉnh Hautes-Alpes, thuộc vùng Provence-Alpes-Côte d’Azur, đông nam nước Pháp.